# PlaceBooks
PlaceBooks è un archivio digitale di foto, video e testo impaginato in libretti digitali fatti dagli utenti. Gli utenti possono utilizzare foto, video e testo per intrecciarli ai "luoghi" (Places) visitati inserendo un puntuale riferimento geografico all'interno di libretto digitale. Il contenuto può essere aggiunto ed esplorato in rete anche tramite una serie di applicazioni per telefoni intelligenti.
Il progetto, lanciato nell'estate 2012, (progettazione, sito, app) è stato finanziato dai Research Councils del Regno Unito (RCUK) e il sostegno della Ordnance Survey. Il servizio è stato progettato specificamente per l'uso nel Galles rurale.